# ジーノ・ボニチ
シピオーネ(Scipione)またはシピオーネ・ボニチの名で知られるジーノ・ボニチ（Gino Bonichi、1904年2月25日 - 1933年11月9日）はイタリアの画家である。マリオ・マファイやアントニエッタ・ラファエルらと「ローマ派(Scuola Romana)」の画家として活動するが、29歳で結核で死去した。

## 略歴
イタリア中部、マチェラータ県のマチェラータで、マチェラータに駐在する軍の将校の息子に生まれた。5歳で家族とローマに移った。1919年には結核の兆候が表れ、1924年までサナトリウムで療養した。
1924年までにはレナート・マリーノ・マッツァクラーテ(Renato Marino Mazzacurati: 1907–1969)と知り合い、画家のマリオ・マファイ(Mario Mafai:1902-1965)やアントニエッタ・ラファエル(Antonietta Raphaël: 1895–1975)と交流した。1925年にローマの美術学校(Accademia di belle arti di Roma)に入学するが、その年のうちに、校長と喧嘩をして退学した 。1928年に マファイ、アントニエッタ・ラファエルらと「ローマ派(Scuola Romana)」またはマファイらのスタジオのあった場所から「カヴール通り派(Scuola di via Cavour)」と呼ばれる美術集団が形成された。このグループは、後にイタリア美術の偉大な伝統の復興と愛国主義に貢献しようとする「ノヴェチェント(Novecento)」運動に対抗していくことになる 。
活発に活動したのは1927年から1930年の秋までで、1930年のヴェネツィア・ビエンナーレや1931年のローマ・クアドレンナーレに作品を出展した.。イタリアの巨匠の作品やエル・グレコ、フランシスコ・デ・ゴヤの作品を研究し、シャイム・スーティンやジェームズ・アンソール、ジョージ・グロスといった表現主義の画家、神秘主義の画家の影響も受けた。結核の悪化により、2年ほど絵を描けない時期を過ごした後、1933年に北イタリアのアルコのサナトリウムで死去した。
1951年に出生地のマチェラータ市は、現代美術に関するシピオーネ賞を創設した。

## 作品

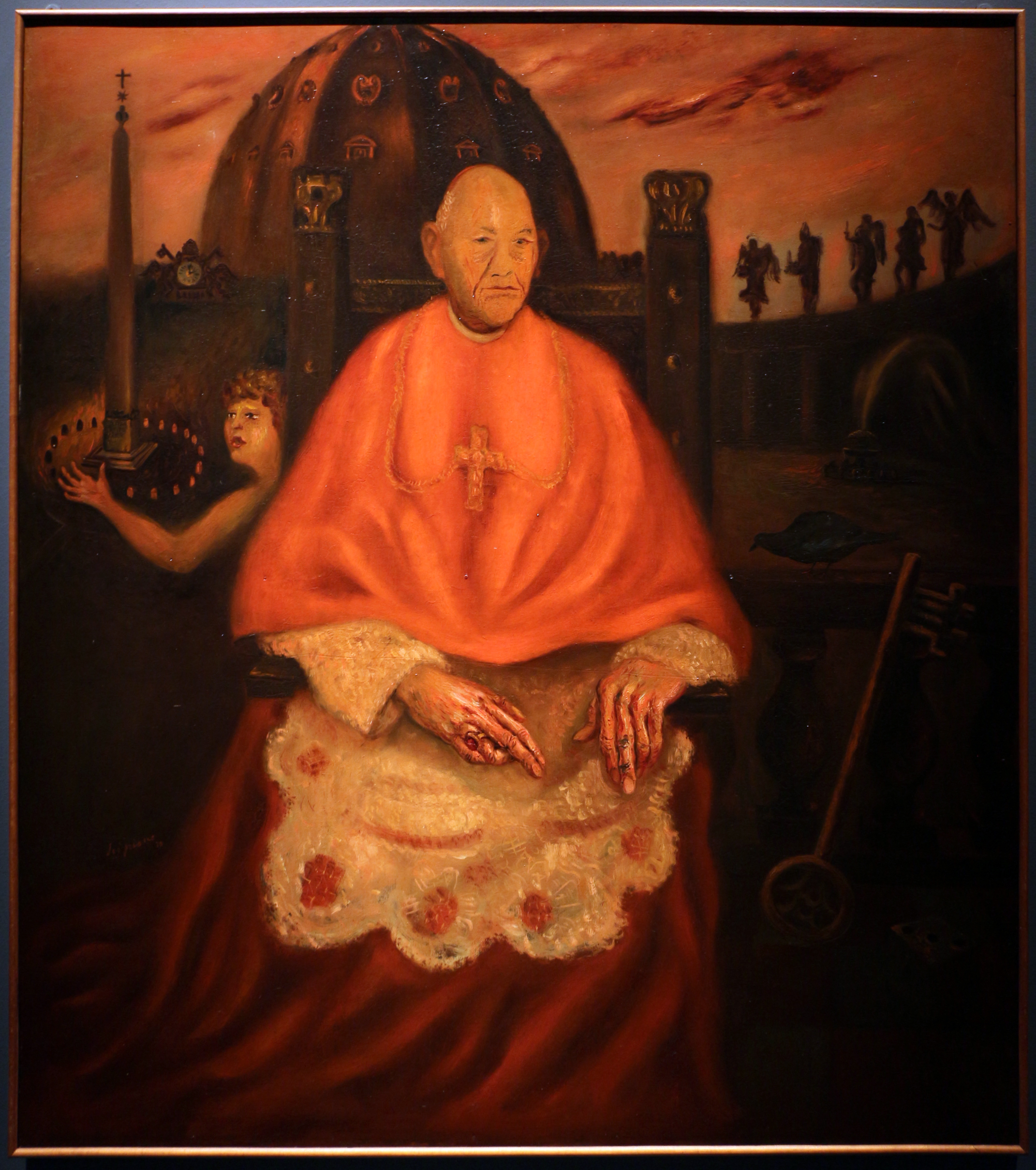
枢機卿の肖像画(1930)
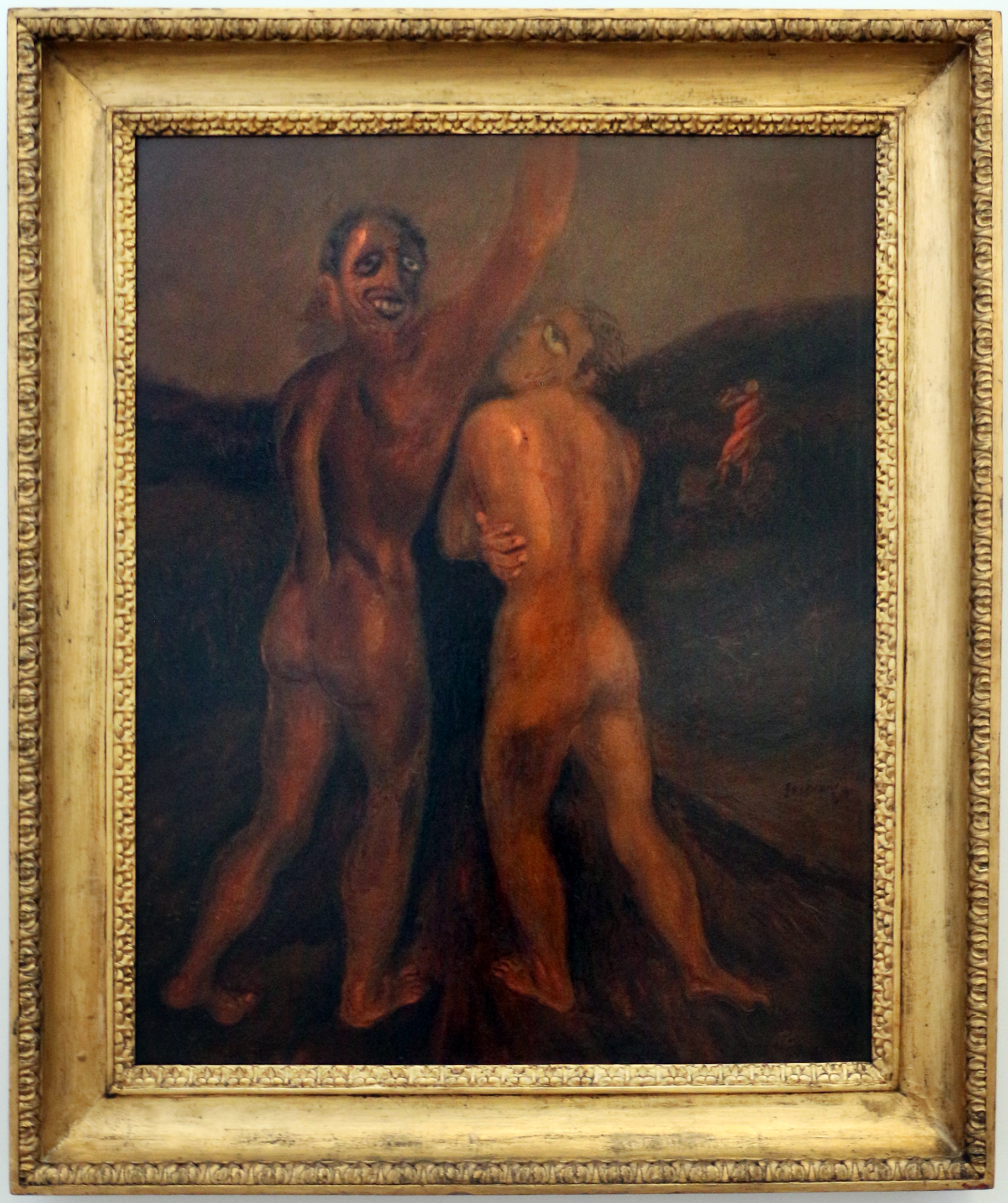
振り返る男(1930)
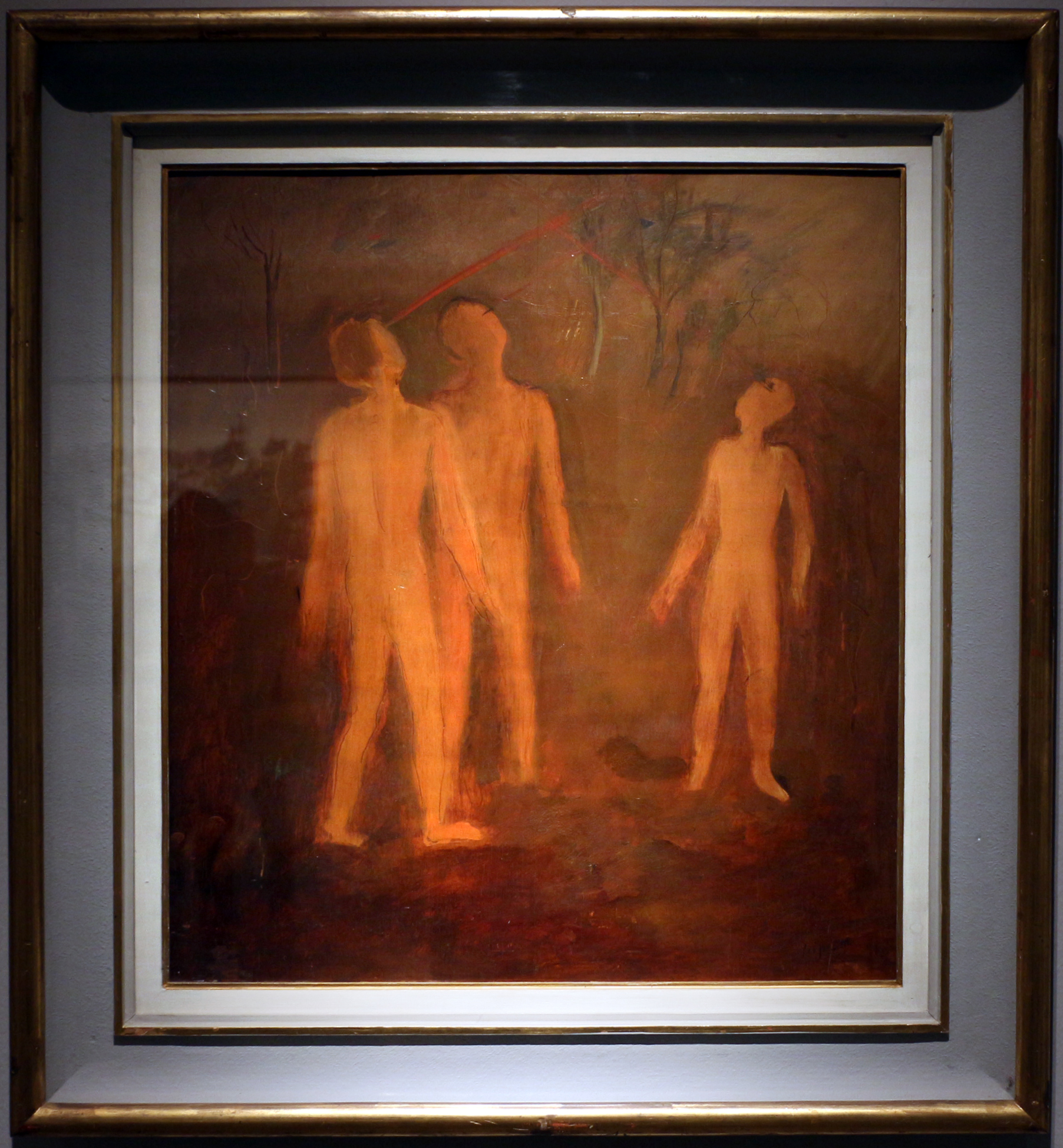
黙示録